# Himacerus boops
Himacerus boops är en insektsart som först beskrevs av Jørgen Matthias Christian Schiødte 1870.  Himacerus boops ingår i släktet Himacerus, och familjen fältrovskinnbaggar. Arten är reproducerande i Sverige.